# نصرآباد (سربیشه)
نصرآباد یک روستا در ایران است که در دهستان نهارجان شهرستان سربیشه واقع شده‌است. نصرآباد ۴۰ نفر جمعیت دارد.